# 옛날 옛적 서부에서
옛날 옛적 서부에서(이탈리아어: C'era una volta il West)는 1968년 개봉한 이탈리아의 서사적 스파게티 웨스턴 영화이다. 세르조 레오네가 감독했다. 최고의 웨스턴 장르 영화 중 하나로 평가 받는다.

## 줄거리
서부 시대, 기차가 '플래그스톤' 마을에 도착하고, 하모니카를 부는 한 남자는 더스터 코트를 입은 세 남자를 처치한다. 그는 '프랭크'라는 남자를 찾고 있었지만, 더스터 코트 때문에 이들이 '샤이엔'의 갱단이라고 생각한다. 한편, 프랭크와 그의 갱단은 '스위트워터' 목장에서 축제를 준비하던 '브렛 맥베인'과 그의 세 아이들을 살해한다. 곧이어 맥베인과 결혼한 '질 맥베인'이 스위트워터에 도착해 살인 사건에 충격을 받는다. 프랭크는 철도 재벌 '모튼'의 사주를 받아 맥베인을 위협하려 했으나 살해했고, 맥베인이 철도가 스위트워터를 지나갈 것을 알고 그곳에 급수소를 지으려 했다는 사실이 드러난다. 맥베인이 살해당하자 모튼은 프랭크와 갈등을 겪게 되고, 질의 갑작스런 등장은 그녀를 스위트워터의 소유주로 만든다.
하모니카는 도망자 신세가 된 샤이엔을 만나고, 그의 갱단이 자신을 습격하지 않았다는 것을 알게 된다. 하모니카는 질을 프랭크의 부하들로부터 구하고, 척추 결핵으로 인해 목발에 의존하는 모튼과 프랭크의 관계를 알게 되지만 포로로 잡힌다. 이후 샤이엔이 하모니카를 구출하고, 둘은 힘을 합쳐 질이 스위트워터를 지킬 수 있도록 급수소를 건설하기 시작한다.
프랭크는 질을 위협하여 땅을 경매에 부치도록 강요하고, 하모니카와 샤이엔은 경매장에 나타나 샤이엔의 현상금인 5천 달러를 제시한다. 프랭크는 하모니카를 매수하려 하지만 실패하고, 그가 자신을 왜 쫓는지 궁금해한다. 모튼은 프랭크의 부하들을 매수해 프랭크를 죽이려 하지만, 하모니카가 개입하여 프랭크를 구한다.
샤이엔은 탈출에 성공하고 모튼의 열차에서 총격전을 벌여 모튼을 포함한 모두를 죽인다. 프랭크는 이 광경을 보고 스위트워터로 향하고, 그곳에서 하모니카와 마주친다. 하모니카는 과거 프랭크가 자신의 형을 매달아 죽일 때, 하모니카를 자신의 입에 쑤셔 넣었던 사실을 떠올린다. 하모니카는 프랭크와의 결투에서 승리하고, 프랭크의 입에 하모니카를 넣는다. 프랭크는 하모니카의 정체를 기억해내며 죽음을 맞이한다.
하모니카와 샤이엔이 스위트워터를 떠나려 할 때 샤이엔은 총격전에서 입은 상처로 죽고, 하모니카는 샤이엔의 시신을 말에 태워 떠난다. 질은 철도 노동자들에게 물을 제공하며 영화는 마무리된다.

## 출연

### 주연
- 클라우디아 카르디날레 : 질 맥베인 역
- 헨리 폰다 : 프랭크 역
- 제이슨 로버즈 : 샤이옌 역
- 찰스 브론슨 : 하모니카 역
- 가브리엘레 페르제티 : 모튼 역
- 파올로 스토파 : 샘 역

### 조연
- 우디 스트로드 : 스토니 역
- 잭 얼람 : 스네이키 역
- 키넌 윈 : 보안관 역
- 프랭크 울프 : 브렛 맥베인 역
- 리오넬 스탠더 : 바맨 역

### 단역
- 살바토레 배질 : 샤이엔 갱 멤버 역
- 프랭크 브래너 : 경매장에서 파이프 담배를 피우는 프랭크 갱 멤버 역
- 마릴루 카르테니 : 브랫 맥베인의 장례식에서 애도하는 사람 역
- 브루노 코라자리 : 샤이엔 갱의 멤버 역
- 존 프레더릭 : 짐 역
- 돈 갤로웨이 : 플래쉬 백 프랭크 갱 멤버 역
- 마이클 하비 : 프랭크의 보좌 역
- 클라우디오 맨시니 : 하모니카의 형제 역
- 안토니오 몰리노 노조 : 경매장 프랭크 갱 멤버 역
- 알 멀록 : 너클 역
- 로렌조 로블레도 : 샤이엔 갱의 멤버 역
- 알도 샘브렐 : 샤이엔의 보좌 역
- 콘라도 산 마틴 : 베치노 역
- 엔조 산타니엘로 : 티미 맥베인 역
- 클라우디오 스카칠리 : 프랭크 갱의 멤버 역
- 베니토 스테파넬리 : 프랭크의 보좌 역
- 파비오 테스티 : 경매장에서 검은 모자를 쓴 프랭크 갱 멤버 역

## 기타
- 프로듀서: 클라우디오 맨시니
- 미술: 카를로 시미
- 의상: 카를로 시미

## 한국판 성우진 (KBS, 1985년 10월 19일)
- 이경자 - 질 맥베인 (클라우디아 카르디날레)
- 김종성 - 프랭크 (헨리 폰다)
- 유강진 - 하모니카 (찰스 브론슨)
- 김병관 - 샤이엔 (제이슨 로버즈)
- 박상일

## 수상
- 2008년 제7회 제주영화제 제주트멍
- 2008년 제44회 시카고국제영화제 상영작
- 2008년 제52회 런던 국제 영화제 Satyajit Ray상
- 2008년 제1회 서울아트시네마 영화제 상영작
- 2008년 제3회 시네 바캉스 서울 상영작
- 2009년 제35회 시에틀국제영화제 고전영화
- 2009년 제52회 샌프란시스코 국제 영화제 상영작
- 2018년 제8회 북경국제영화제 트리뷰츠
- 2020년 제15회 시네 바캉스 서울 상영작